# Dmitri Ruslanowitsch Schukenow
Dmitri Ruslanowitsch Schukenow (russisch Дмитрий Русланович Жукенов; * 24. März 1997 in Omsk) ist ein russischer Eishockeyspieler, der seit 2023 bei Neftechimik Nischnekamsk in der Kontinentalen Hockey-Liga unter Vertrag steht.

## Karriere
Dmitri Schukenow begann seine Karriere als Eishockeyspieler in der Nachwuchsabteilung von HK Awangard Omsk. Der Center wurde im NHL Entry Draft 2015 in der vierten Runde als insgesamt 114. Spieler von den Vancouver Canucks aus der National Hockey League ausgewählt, nachdem er im Jahr zuvor beim KHL Junior Draft 2014 von seinem Stammverein als Gesamtfünfzehnter gezogen worden war. 2015 ging er nach Nordamerika zu den Saguenéens de Chicoutimi aus der QMJHL. Nachdem er dort zwei Spielzeiten verbracht hatte, kehrte er nach Omsk zurück. Nach kurzen Engagements beim AZ Havířov und Metallurg Nowokusnezk wechselte er 2019 in die Organisation von Awtomobilist Jekaterinburg. Dort spielte er zunächst für den HK Gornjak Utschaly in der Wysschaja Hockey-Liga und wurde ab 2020 auch von Awtomobilist selbst in der Kontinentalen Hockey-Ligaeingesetzt. 2023 wechselte er innerhalb der KHL zu Neftechimik Nischnekamsk.

### International
Für Russland nahm Schukenow im Juniorenbereich an der World U-17 Hockey Challenge 2014 (Januar) und der U18-Junioren-Weltmeisterschaft 2015 teil.

## Erfolge und Auszeichnungen
- 2014 Bronzemedaille bei der World U-17 Hockey Challenge